# Bikepark

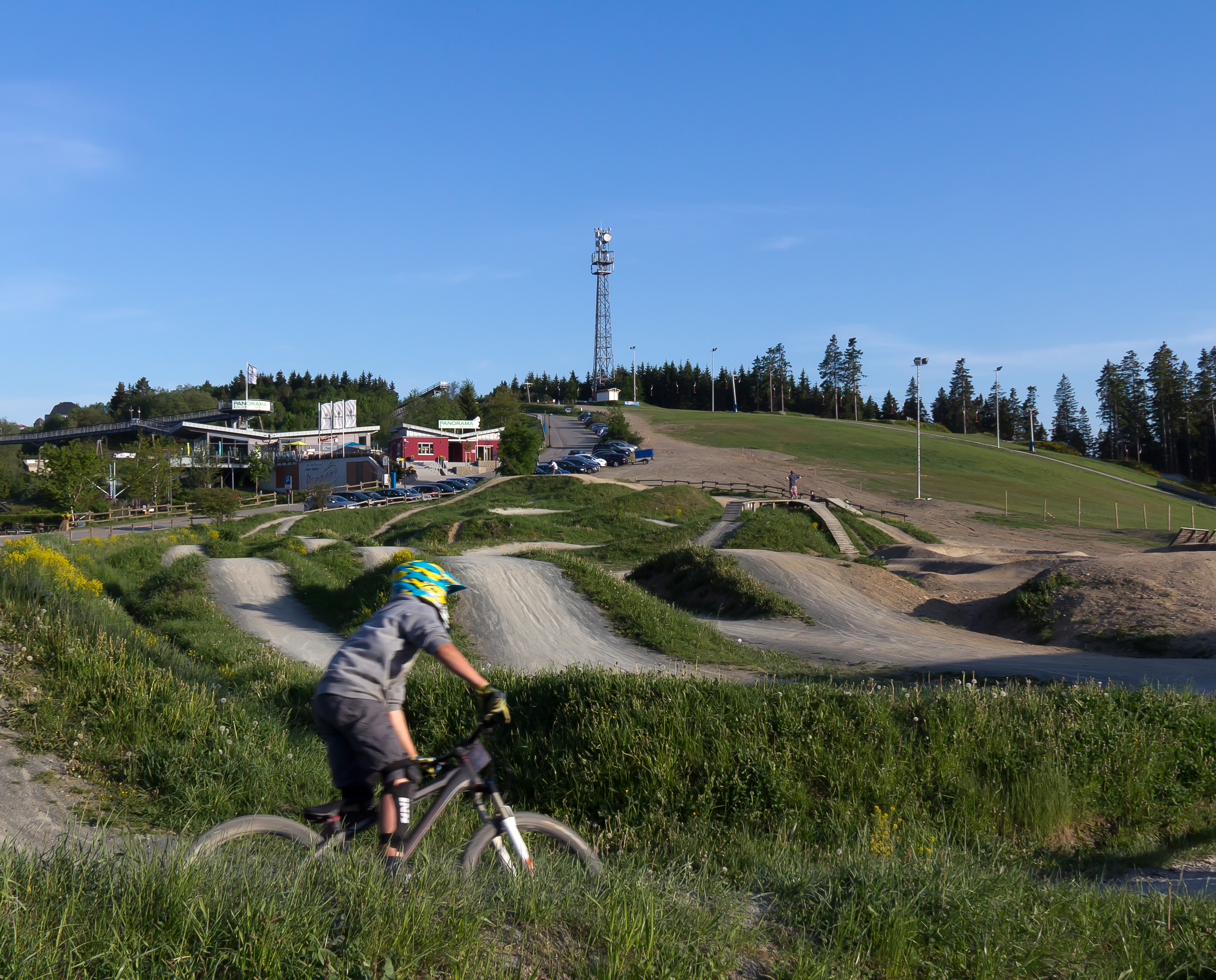
Biker auf einem Übungsparcour im Bikepark Winterberg

Bikepark und Radsportpark sind synonyme Bezeichnungen für ein Sportgelände für Mountainbiker, das meist vor allem dem Abfahrtssport bzw. Downhillsport dient. In der Regel sind mehrere unterschiedliche Abfahrten möglich. Mitunter gibt es zum Erreichen der Strecken eine Liftunterstützung wie in Skigebieten oder einen Shuttle-Service.
Die der UCI Downhill Weltcup findet an verschiedenen Austragungsorten in solchen Bikeparks statt, in Europa wären diese Lenzerheide (Schweiz), Leogang (Österreich), Val di Sole, Val di Fassa (Italien) und Haute-Savoie (Frankreich).
Es gibt diverse Ausprägungen bei den Abfahrtsstrecken je nach Schwierigkeitsgrad, Charakter und Wettkampfmodus:
- Downhill
- Freeride
- Bikercross
- Slopestyle
- Single Trail
- Pumptrack
- Flowtrail